# گروه موسیقی

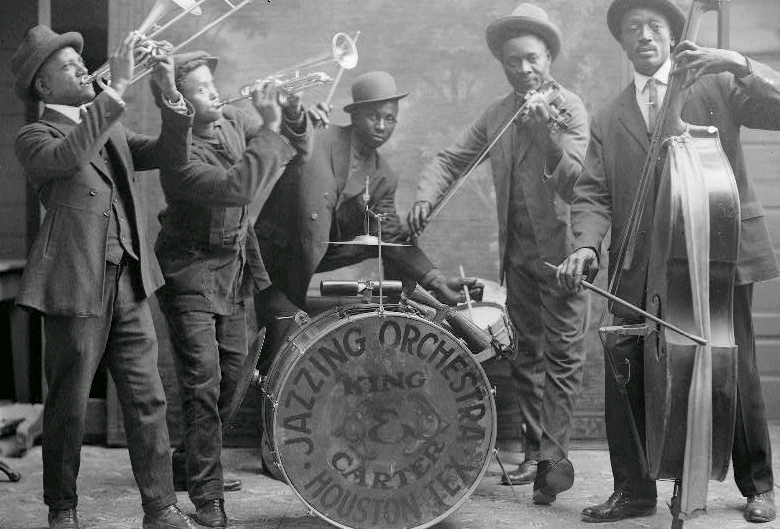
گروه کینگ و کارتر در تگزاس سال ۱۹۲۱ میلادی

گروه موسیقی یا موزیکال آنسامبل (انگلیسی: Musical Ensemble) که گروه موزیکال هم گفته می‌شود، گروهی است با نامی مشخص از افراد که ساز می‌نوازند یا هم‌خوانی می‌کنند. نوع گروه به تعداد نوازندگان، نوع ساز و نوع موسیقی بستگی دارد. برخی از گروه‌های موسیقی منحصراً از ساز استفاده می‌کنند مانند چهارنوازی جاز و ارکستر و برخی دیگر، فقط از خواننده تشکیل شده‌اند مانند گروه کر. در موسیقی پاپ و موسیقی کلاسیک، هم از ساز و هم از خواننده استفاده می‌شود. در موسیقی کلاسیک، در سه‌نوازی یا چهارنوازی، اصوات موسیقایی یک ساز را با چند خانواده سازی، درهم می‌آمیزند (مانند پیانو، سازهای زهی و سازهای بادی). گاهی نیز تنها از یک خانواده سازی بهره می‌برند (مانند کوارتت زهی یا پنج‌نوازی بادی). برخی گروه‌ها مانند ارکستر از خانواده‌های سازی متنوع و گسترده‌ای بهره می‌برند. برای مثال از بخش سازهای بادی، سازهای بادی برنجی، سازهای بادی چوبی و سازهای کوبه‌ای استفاده می‌کنند.